# Kill the Messenger
Kill the Messenger (bra: O Mensageiro; prt: Matem o Mensageiro) é um filme biográfico e thriller criminal estadunidense de 2014, dirigido por Michael Cuesta e escrito por Peter Landesman. É baseado no livro homônimo de Nick Schou e no livro Dark Alliance de Gary Webb, que relatam o envolvimento da CIA no tráfico de cocaína para os Contras. O filme é estrelado por Jeremy Renner em seu primeiro filme como produtor. Foi lançado em 10 de outubro de 2014.

## Sinopse
Baseado na história verídica do jornalista Gary Webb, que revelou as conexões da CIA com o mundo do narcotráfico e demonstrou que os bairros negros dos Estados Unidos foram inundados por crack por meio do tráfico de drogas destinado a fornecer dinheiro e armas para abastecer os Contras da Nicarágua durante a década de 1980. A cocaína chega à Califórnia, é transformada em crack e vendida em bairros de Los Angeles, causando o que foi chamado de "epidemia do crack". Após a publicação de seu artigo The Dark Alliance, Gary Webb foi questionado por seus colegas jornalistas sobre a confiabilidade de suas fontes. Posteriormente marginalizado pelo seu jornal e pressionado por figuras influentes, acabaria se demitindo.

## Elenco
- Jeremy Renner como Gary Webb
- Rosemarie DeWitt como Susan Webb
- Ray Liotta como John Cullen
- Tim Blake Nelson como Alan Fenster
- Barry Pepper como Russell Dodson
- Mary Elizabeth Winstead como Anna Simons
- Paz Vega como Coral Baca
- Oliver Platt como Jerry Ceppos
- Michael Sheen como Fred Weil
- Richard Schiff como Walter Pincus
- Andy García como Norwin Meneses
- Robert Patrick como Ronny Quail
- Michael K. Williams como "Freeway" Rick Ross
- Jena Sims como Little Hottie
- Joshua Close como Rich Kline
- Yul Vazquez como Danilo Blandon
- Robert Pralgo como Sheriff Nelson
- Lucas Hedges como Ian Webb
- Michael Rose como Jonathan Yarnold
- Matt Lintz como Eric Webb
- Michael H. Cole como Pete Carey
- David Lee Garver como Douglas Farah
- Andrew Masset como Johnathan Krim

## Prêmios e indicações
| Ano  | Premiador                                      | Categoria                                            | Recipiente | Resultado |
| ---- | ---------------------------------------------- | ---------------------------------------------------- | --- | --------- |
| 2014 | Women Film Critics Circle                      | Melhor Ator                                          | Jeremy Renner | Indicado  |
| 2014 | Women Film Critics Circle                      | Melhores imagens masculinas em um filme              | Jeremy Renner, Barry Pepper, Andy Garcia, Tim Blake Nelson, Michael Kenneth Williams, Robert Patrick, Michael Sheen, Oliver Platt, Lucas Hedges, Josh Close, Ray Liotta | Indicado  |
| 2014 | Washington D.C. Area Film Critics Association  | Joe Barber Award - Melhor Retrato de Washington D.C. | Michael Cuesta, Jeremy Renner, Don Handfield, Peter Landesman, Michael Bederman, Sean Babbit                                                                            | Indicado  |
| 2014 | James Agee Cinema Circle                       | Melhor Filme Progressista                            | Michael Cuesta, The Combine | Venceu    |
| 2014 | James Agee Cinema Circle                       | Robeson Award                                        | Michael Cuesta, The Combine | Venceu    |
| 2014 | James Agee Cinema Circle                       | Melhor Ator                                          | Jeremy Renner | Venceu    |
| 2015 | Georgia Film Critics Association               | Prêmio Oglethorpe de Excelência no Cinema da Geórgia | Michael Cuesta, Peter Landesman | Venceu    |
| 2015 | Golden Trailer Awards                          | Poster Mais Original                                 | Focus Features, Ignition | Venceu    |
| 2015 | Traverse City Film Festival                    | Melhor Filme Americano                               | Michael Cuesta | Venceu    |
| 2015 | Whistle Blower Summit for Civil & Human Rights | Prêmio Pilar de Melhor Filme de Denúncias            | Michael Cuesta | Venceu    |